# Ingersoll Rand
Ingersoll-Rand Inc. je irski konglomerat, ki proizavaja izdeleke na številnih področij. Ustanovljen je bil leta 1905, ko sta se združila Ingersoll-Sergeant Drill Company in Rand Drill Company, obe podjetji sta bili ustanovljeni leta 1871. Ingersoll Rand ima več kot 50 000 zaposlenih v 100 tovarnah po svetu.